# Antigua Cantabria

Límites aproximados de la antigua Cantabria

Cantabria es el nombre empleado para hacer referencia al territorio ocupado por los cántabros, un pueblo prerromano que habitaba en el norte de la península ibérica y que quedó integrado en el Imperio romano tras su conquista en el siglo I a. C. Ocupaba la mayor parte de la superficie perteneciente en la actualidad a la comunidad autónoma de Cantabria (salvo su extremo oriental) y porciones del oriente de Asturias, del occidente de Vizcaya, del norte de las provincias de Palencia y Burgos y del noreste de León.

## Límites
Si bien en la Edad Media y aun en la Edad Moderna se creía, bajo interpretaciones libres de crónicas medievales (como la Crónica Silense del siglo XII, la Crónica Tudense y el De rebus hispaniae del siglo XIII), que Cantabria habría ocupado los territorios del Reino de Navarra y de La Rioja, una larga serie de historiadores refutaron esta teoría a partir de Jerónimo Zurita. Este fue el primero que se remitió a las fuentes clásicas, especialmente las romanas, y, entre ellas, Plinio el Viejo, Claudio Ptolomeo y Estrabón, además de cotejar diversos topónimos con estas obras y de estudiar los poemas de Horacio y de Silio Itálico relativos a los cántabros y una serie de documentos epigráficos. Los estudios de Zurita se vieron casi enteramente aceptados en las obras de Perico de Sota, Enrique Flórez y Rafael de Floranes, entre otros. Lucio Anneo Floro y Paulo Orosio también ofrecen pistas para encuadrar geográficamente la antigua Cantabria.